# تپه قلعه (چنگیز قلعه)
تپه قلعه (چنگیز قلعه) مربوط به دوران‌های تاریخی پس از اسلام است و در شهرستان بیجار، روستای چنگیز قلعه واقع شده و این اثر در تاریخ ۸ مرداد ۱۳۸۱ با شمارهٔ ثبت ۵۹۱۱ به‌عنوان یکی از آثار ملی ایران به ثبت رسیده است.